# التغير المناخي في كوريا الشمالية

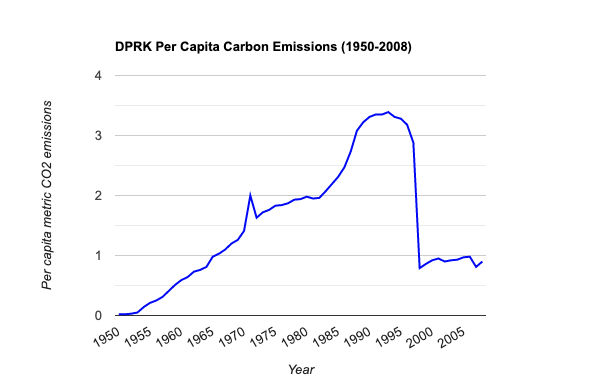
انبعاثات ثاني أكسيد الكربون للفرد في كوريا الشمالية (1950-2008)

التغير المناخي في كوريا الشمالية، يعدّ قضية ملحة بشكل خاص لأن كوريا الشمالية معرضة بشكل كبير لتأثيرات التغير المناخي بسبب ضعف أمنها الغذائي، والذي أدى إلى مجاعة واسعة النطاق فيما مضى. تقدر وزارة الأراضي وحماية البيئة في كوريا الشمالية ارتفاع متوسط درجة الحرارة في كوريا الشمالية بحوالي 1.9 درجة مئوية بين عامي 1918 و2000. صُنفت كوريا الشمالية- من بين 179 دولة- في المرتبة السابعة للبلدان الأكثر تضررًا من الظواهر الجوية المتطرفة المتعلقة بالمناخ خلال الفترة 1992-2011، وفقًا لمؤشر مخاطر المناخ الذي أصدرته منظمة جيرمان ووتش عام 2013.
قُدرت انبعاثات ثاني أكسيد الكربون في كوريا الشمالية بحوالي 38.76 مليون طن متري في عام 2020، وتعزى الغالبية العظمى من هذه الانبعاثات إلى اعتماد كوريا الشمالية على الفحم لإنتاج الطاقة. يعدّ الأمن الغذائي أكثر ما يثير قلق كوريا الشمالية إزاء التغير المناخي، بسبب جغرافيتها الجبلية وبدء ارتفاع مستوى سطح البحر وزيادة تواتر الظواهر الجوية المتطرفة.
أدى انخفاض إنتاج الغذاء في عامي 2017 و2018 إلى نقص التغذية عند ما يقدر بنحو 10.3 مليون شخص، وأدى بذلك إلى اعتماد كوريا الشمالية على الدول الأجنبية بشكل كبير لتلبية الطلب على الغذاء. قد يقوض هذا التحدي- إلى جانب تعطيل النمو الاقتصادي نتيجة التغير المناخي- الحكم الشمولي لحكومة كوريا الشمالية وقد يكون سببًا لتغيير النظام في المستقبل.

## انبعاثات الغازات الدفيئة
تعتمد نسب انبعاثات الغازات الدفيئة في كوريا الشمالية إلى حد كبير على التقديرات، بسبب ندرة الاتساق في الإبلاغ. يقدر أحدث تقرير صادر عن مشروع الكربون العالمي أن كوريا الشمالية أصدرت ما يقرب من 38.76 مليون طن متري من ثاني أكسيد الكربون في عام 2020. هناك إجماع عام أن انبعاثات غازات الدفيئة في كوريا الشمالية بلغت ذروتها في أوائل تسعينيات القرن العشرين، رغم التناقض بين التقديرات، وقد انخفضت الانبعاثات بنسبة 70% تقريبًا منذ عام 1993، وفقًا لإحصاءات الأمم المتحدة. تمثل انبعاثات ثاني أكسيد الكربون في كوريا الشمالية 0.06% فقط من الانبعاثات العالمية نظرًا لانخفاض استهلاك الطاقة، أي أقل من ذروته التي بلغت 0.96% في عام 1989. تُعزى الزيادة في الانبعاثات في تلك الفترة إلى حركة تشيلوما، التي شكلت حافزًا حكوميًا يشجع التصنيع الشامل والنمو الاقتصادي، بينما يعود الانخفاض اللاحق في الانبعاثات إلى مجاعة تسعينيات القرن العشرين وأزمة الطاقة والأزمة الاقتصادية المرتبطة بها.

### استهلاك الطاقة
تنجم غالبية انبعاثات جمهورية كوريا الشعبية الديمقراطية عن الفحم، إذ شكلت الانبعاثات نتيجة حرق الفحم حوالي 85% من انبعاثات عام 2019. يشكل الاعتماد الاقتصادي لكوريا الشمالية على صادرات الفحم التي ساهمت في 1.4 مليار دولار من الإيرادات عام 2013 (10% من الناتج المحلي الإجمالي للبلاد)، مصدر قلق بيئي خاص للمجتمع الدولي، إذ تستخدم جمهورية كوريا الشعبية الديمقراطية احتياطاتها من الفحم والنفط لعزلها عن الضغوط الدولية على نظام أسلحتها النووية.
يُستخدم الفحم المحلي ذو الجودة المنخفضة غالبًا للاحتراق بينما يُخصص فحم الأنتراسيت عالي الجودة للتصدير، مما يؤدي إلى ارتفاع معدلات تلوث الهواء. يعدّ معدل الوفيات المرتبط بالتلوث في كوريا الشمالية الأعلى في العالم، فضلًا عن الآثار الصحية والبيئية الإقليمية، إذ يؤثر هذا الاستهلاك المتزايد للفحم على مستويات التلوث الإقليمية، فحوالي 20% من ملوثات الهواء في كوريا الجنوبية جاءت من كوريا الشمالية.